# Торонто Мейпъл Лийфс
„Торонто Мейпъл Лийфс“ е клуб от НХЛ, основан в Торонто, Канада.
Отборът му се състезава в Източната конференция, Североизточна дивизия.